# Tabăra pentru refugiați Kilis Öncüpınar

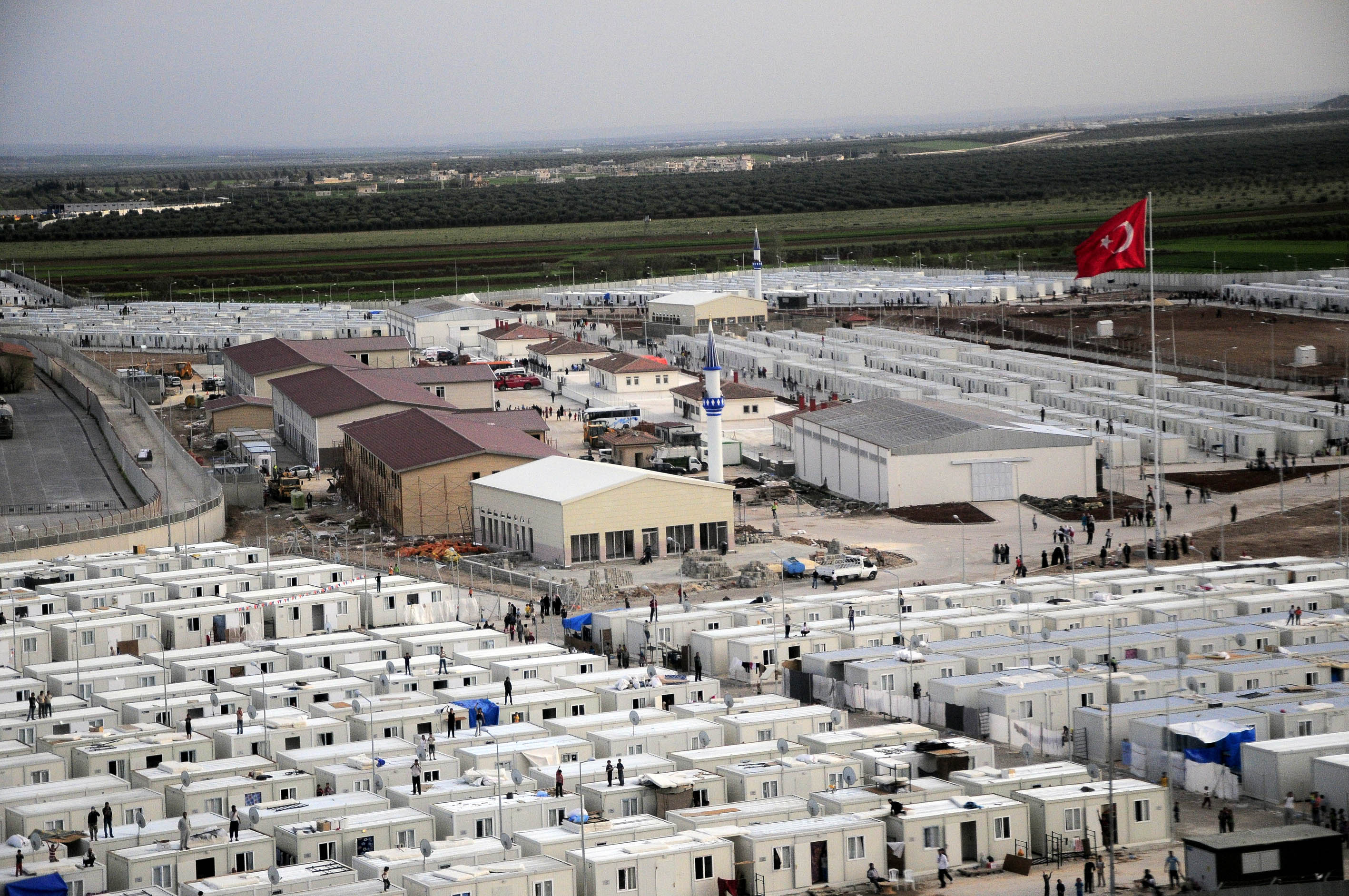
Tabăra de refugiați Kilis Öncüpınar

Tabăra pentru refugiați Kilis Öncüpınar (în turcă Kilis Öncüpınar Mülteci Kampı) este o tabără din Turcia pentru refugiații din calea Războiului Civil Sirian. Tabăra este situată în satul Öncüpınar, în apropierea frontierei Turciei cu Siria, în vecinătatea orașului Kilis din provincia cu același nume. Deschisă în 2012, tabăra găzduia aproximativ 14.000 de persoane în februarie 2014. În februarie 2016, numărul refugiaților din centrul de găzduire era estimat la peste 13.000.
Tabăra este alcătuită din 2.053 de containere, conectate prin alei din pavele. Câteva școli, grădinițe și locuri de joacă au fost puse la dispoziția celor în jur de 2.000 de copii cu vârste de școlarizare. Tabăra este gestionată de comitetul turc al Președinției pentru Managementul Dezastrelor și Situațiilor de Urgență.
Kilis a fost doar una din cele șase „tabere de containere” înființate de Turcia, care a căutat să ofere o calitate superioară a vieții față de taberele obișnuite de corturi.
Fiecare familie de refugiați primește lunar un total de 43 de dolari de persoană printr-un „card de alimente”, sumă ce poate fi cheltuită în diversele magazine care operează în centrul de găzduire.